# Pantanal Linhas Aéreas
Pantanal Linhas Aéreas Sul-Matogrossenses, що діє як Pantanal — регіональна авіакомпанія Бразилії зі штаб-квартирою в місті Сан-Паулу, що працює на ринку пасажирських перевезень у південно-східній частині країни.
Головними транзитними вузлами хабами перевізника є Аеропорту Конгоньяс/Сан-Паулу і Міжнародний аеропорт Сан-Паулу/Гуарульос. Pantanal належить авіаційному холдингу TAM Group
За даними Національного агентства цивільної авіації Бразилії в 2009 році частка авіакомпанії Pantanal на ринку внутрішніх перевезень країни становила 0,14 % (за показником пасажирів на кілометр). У серпні 2010 року частка перевізника збільшилася до 0,20 %. З вересня 2010 року статистика за авіакомпанії Pantanal перестала публікуватися окремим пунктом і відтепер входить у загальну статистику авіахолдингу TAM Group, у складі якого знаходиться ще одна бразильська авіакомпанія і найбільший комерційний перевізник Латинської Америки TAM Airlines.

## Історія
Авіакомпанія Pantanal Linhas Aéreas Sul-Matogrossenses була утворена майже відразу після скасування урядової постанови про регулювання комерційних авіаперевезень Бразилії і почала операційну діяльність 12 квітня 1993 року. Штаб-квартира перевізника перебувала в місті Кампу-Гранді. Pantanal стала першою бразильської авіакомпанією, що експлуатувала літаки ATR 42, що надійшли в її флот у грудні 1993 року. Через два роки Pantanal виграла урядовий тендер на перевезення працівників та вантажів нафтовидобувної компанії Petrobras за її точках присутності на території Амазонської низовини.
21 грудня 2009 року TAM Airlines придбала авіакомпанію Pantanal, однак вирішила зберегти її в якості окремого регіонального філіалу з власної маршрутною мережею у складі авіахолдингу TAM Group.

## Флот
Станом на грудень 2010 року повітряний флот авіакомпанії Pantanal Linhas Aéreas складався з таких літаків, пасажирські салони яких сконфігуровані тільки в однокласному компонуванні:

## Маршрутна мережа

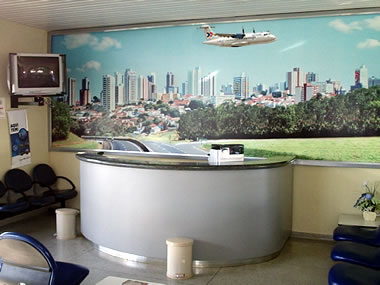
VIP-зал авіакомпанії Pantanal в Аеропорту Арасатуба

- Арасатуба — Аеропорт імені Даріу Гуаріти
- Бауру / Ареалва — Аеропорт імені Муси Накла Тобіаса
- Белу-Орізонті — Міжнародний аеропорт Танкреду Невес
- Бразиліа — Міжнародний аеропорт Бразиліа імені президента Жуселіну Кубічека
- Кабу-Фріу — Міжнародний аеропорт Кабу-Фріу [сезонний]
- Куяба — Міжнародний аеропорт імені маршала Рондонія
- Куритиба — Міжнародний аеропорт Куритиба
- Ільєус — Аеропорт імені Жоржі Амаду
- Форталеза — Міжнародний аеропорт Пінту Мартінс
- Жуан-Песоа — Міжнародний аеропорт імені президента Кастру Пінту
- Жуіс-ді-Фора
- Марілен — Аеропорт Марілен
- Маринга — Регіональний аеропорт Maringá
- Порту-Алегрі — Міжнародний аеропорт Салгаду Філью
- Презіденті-Пруденті — Аеропорт Презіденті-Пруденті
- Ресіфі — Міжнародний аеропорт Жілберто Фрейре
- Рібейран-Прету — Аеропорт Рібейран-Прету імені доктора Лейти Лопеса
- Ріо-де-Жанейро — Міжнародний аеропорт Галеан
- Сан-Паулу
  - Аеропорт Конгоньяс хаб
  - Міжнародний аеропорт Сан-Паулу/Гуарульос хаб
- Сан-Жозе-ду-Ріу-Прету — Аеропорт Сан-Жозе-ду-Ріу-Прету
- Салвадор — Міжнародний аеропорт імені депутата Луїса Едуарду Магальяйнса
- Терезіна — Аеропорт імені сенатора Петроніу Портелли
- Убераба